# 子安神社 (八王子市)
子安神社（こやすじんじゃ）とは、東京都八王子市明神町にある神社。八王子最古の神社とされる。

## 概要
京王八王子駅から北西に徒歩1分程度の距離に所在している。
759年（天平宝字3年）に橘右京少輔（たちばなうきょうしょうゆう）という人物が、当時の天皇（淳仁天皇）の皇后の安産祈願のために創建したと『新編武蔵風土記稿』に記されている。その由緒もあり、子安神社は今日まで安産の神社として多くの崇敬を集めている。
また古来より武士からの尊崇も篤く、源義家が奥州討伐の際には戦勝を祈念して欅（けやき）を船形に植樹しており、近隣の地名「船森」として名残りを留めている。
近世では徳川家光以降代々の将軍家から朱印を受けており、その縁で神社の御紋は徳川家の家紋である三つ葉葵が採用されている。
1872年（明治5年）に村社に列せられ、1943年（昭和18年）には郷社に昇格した。
1897年（明治30年）4月22日に発生した八王子大火と、第二次世界大戦中の1945年（昭和20年）8月2日における八王子空襲によって、2度社殿を全焼した。

## 祭神
主祭神
- 木花開耶姫命

その他
- 大山咋命
- 素戔鳴尊
- 天照大神
- 奇稲田姫命

## 境内
- 神楽殿
- 御神池

境内社
- 金刀比羅神社（祭神・大物主命）
- 葦船社（祭神・日留子命）
- 末社五社
  - 第六天神社（祭神・面足尊）
  - 御嶽神社（祭神・国常立尊）
  - 稲荷神社（祭神・保食神）
  - 白山神社（祭神・白山比咩神）
  - 石神社（祭神・少彦名命）
- 厳島神社
- 神水殿（祭神・木花開耶姫命）
- 橘社（祭神・橘右京少輔（子安神社創建者））
- 祖霊社

## 祭事
- 1月9日~10日 - 初こんぴら祭
- 2月3日 - 節分祭
- 3月 - 八王子きつね祭
- 4月 - 夜間参拝
- 6月30日 - 大祓式
- 7月 - 祇園祭
- 9月20日 - 例大祭（芸者衆の奉納演舞）
- 9月秋分の日 - 泣き相撲
- 10月 - 観月祭
- 12月31日 - 大祓式